# Gut Freiham

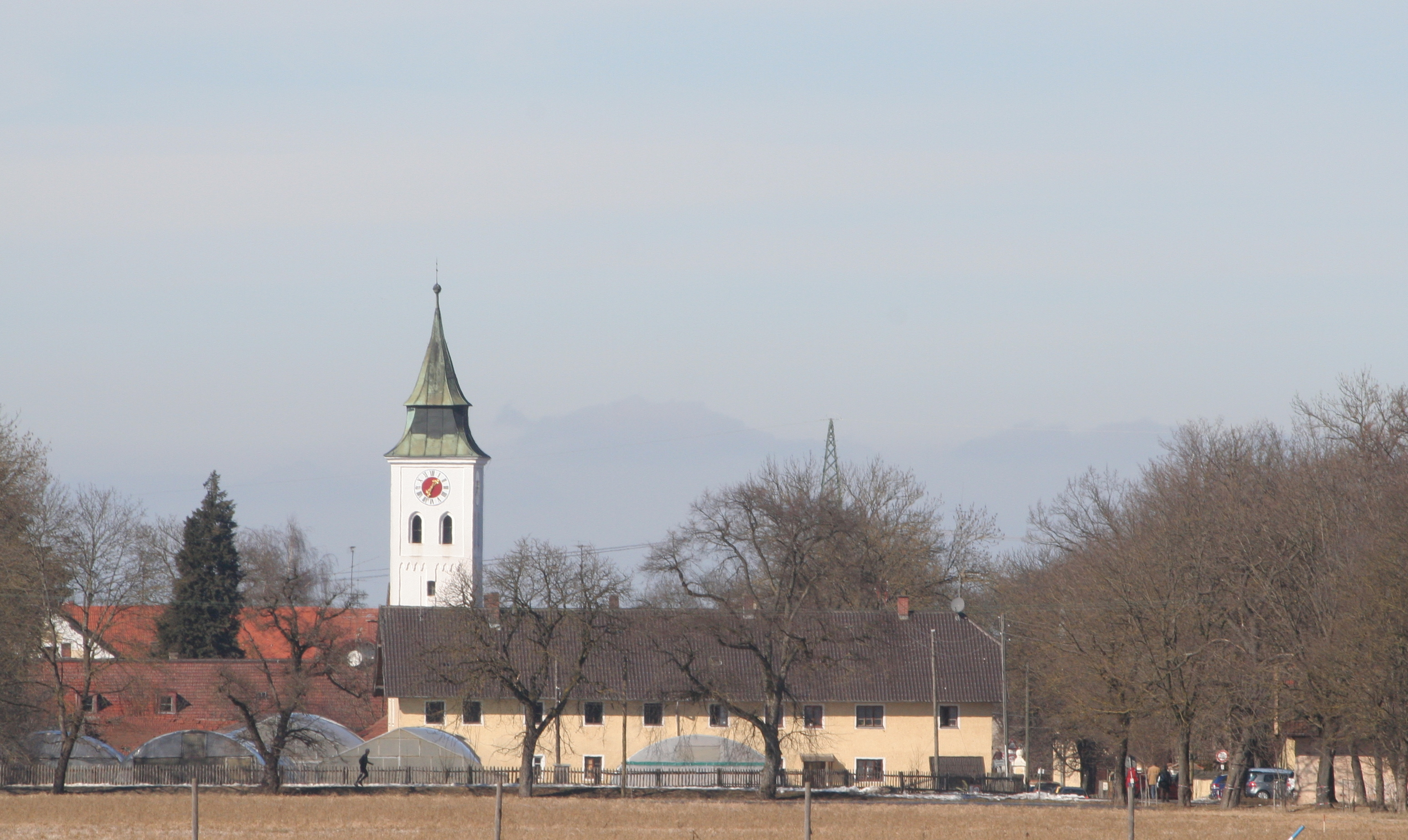
Gut Freiham mit Heilig-Kreuz-Kirche

Das Gut Freiham ist ein historischer Gutshof im Süden des Münchner Stadtteils Aubing. Nach diesem Gutshof ist das benachbarte Neubaugebiet Freiham benannt. Das Gut steht als Gebäudeensemble unter Denkmalschutz. Einige der Gebäude sind auch als Einzelbaudenkmal geschützt, darunter das Schloss Freiham und die Freihamer Heilig-Kreuz-Kirche. „Untertägige mittelalterliche und frühneuzeitliche Befunde im Bereich des Hofmarkschlosses Freiham und seiner Vorgängerbauten mit zugehörigem Wirtschaftshof und barocken Gartenanlagen“ werden zudem als Bodendenkmal unter der Aktennummer D-1-7834-0349 geführt.

## Lage

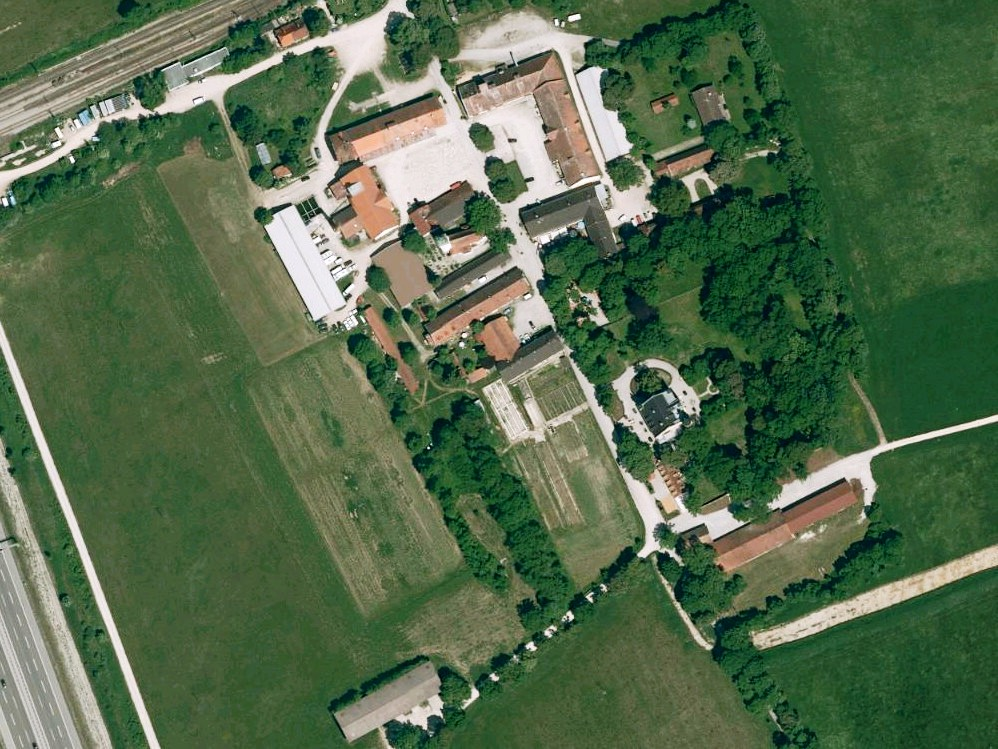
Luftbild von Gut Freiham

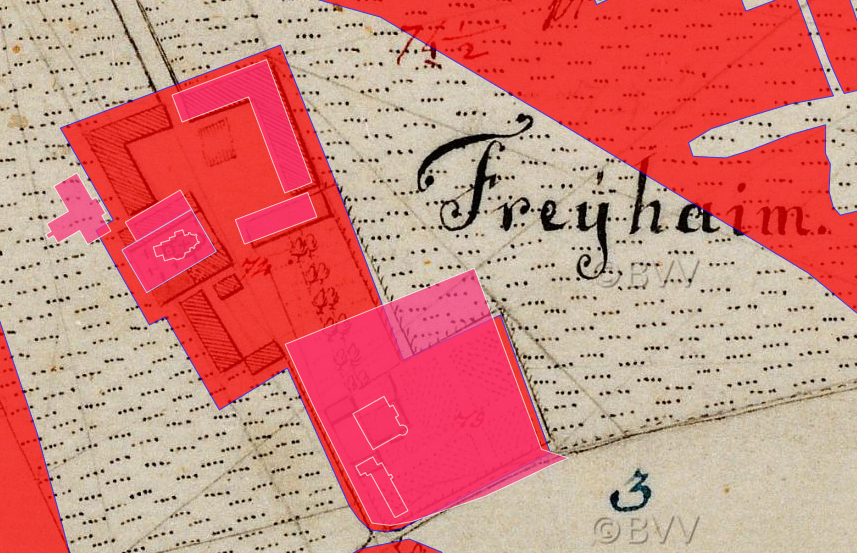
Lageplan von Gut Freiham auf dem Urkataster von Bayern

Das Gut Freiham liegt im Westen Münchens im Süden des Stadtteils Aubing an der Grenze zu der Nachbargemeinde Gräfelfing. Durch das Gut verläuft die Freihamer Allee ungefähr in Nord-Süd-Richtung. Östlich des Guts liegt das Neubaugebiet Freiham, nördlich verläuft die Bahnstrecke München–Herrsching, die von der Linie S8 der S-Bahn München bedient wird. Direkt am Gut Freiham befindet sich der ehemalige S-Bahnhof Freiham, der 1975 im Personenverkehr stillgelegt wurde und weiterhin im Güterverkehr genutzt wird. Das Empfangsgebäude ist noch erhalten und wird bis heute (2013) von der Deutschen Bahn betrieben. Im benachbarten Neubaugebiet wurde im September 2013 der S-Bahn-Haltepunkt Freiham eröffnet.
Im Westen und Süden ist das Gut von Autobahnen umgeben, dem Autobahnring München (A99) im Westen und der A96 nach Lindau im Süden. Auf die A99 führt die Anschlussstelle Freiham-Mitte, auf die A 96 die Anschlussstelle Freiham-Süd.

## Geschichte

### Von der ersten Erwähnung bis zur Umwandlung des Dorfes in eine Schwaige (1136–1564)
Die älteste Nennung Freihams datiert in das Jahr 1136, als Papst Innozenz II. dem Kloster Polling eine Reihe von Besitzungen, darunter auch die „villa Frihaim“ bestätigt. Im späten 12. und im frühen 13. Jahrhundert sind schließlich diverse Herren de Frihaim, also von Freiham, als Dienstmannen der bayerischen Ministerialenfamilie von Baierbrunn, aufgeführt. Wann der Besitz Freihams von Polling auf die Baierbrunner überging, bleibt vorerst unklar. Im 14. Jahrhundert gelangte die Familie von Preysing durch Erbe an den Baierbrunner Besitz. Nach einer Aufstellung der Güter von 1390 war Freiham damals ein Dorf mit 15 kleinen Bauernhäusern, Kirche und Pfarrhof. 1420 wurde der Besitz an die Münchner Bürger Hans Pütrich, dessen Frau Anna, sowie deren Eltern Hans und Dorothea Barth weiter veräußert. Im Kaufvertrag wird Freiham als „Dorf und Gericht“ aufgeführt. Hans Pütrich beanspruchte im Folgenden für Freiham auch die Rechte einer Hofmark, konnte diesen Anspruch gegenüber der herzoglichen Verwaltung jedoch letztendlich nicht durchsetzen. Der Kernbau der heutigen Heilig-Kreuz-Kirche von Freiham wurde unter den Pütrich vollendet.
1422 ließ im Bayerischen Krieg Herzog Ludwig VII. von Oberbayern-Ingolstadt die Umgegend plündern, vermutlich wurde auch Freiham beschädigt.
1514 fiel Freiham durch Einheirat als Mitgift an die Münchner Bürgerfamilie Ligsalz, die wiederum aufgrund von wirtschaftlichen Schwierigkeiten 1564 gezwungen waren, Freiham und das benachbarte Gut Streiflach für 8300 Goldgulden an den fürstlichen Rat Ludwig Lindauer zu veräußern. Freiham wird zu diesem Zeitpunkt bereits nicht mehr wie vordem als Dorf bezeichnet, sondern wird als wirtschaftliches Gut, als Schwaige geführt. Die Bewirtschaftung der Schwaige lag bis 1760 bei der vor Ort seit 1450 nachweisbaren Familie Ruedorffer.

### Gut Freiham im Barock (1564–1785)
Den Dreißigjährigen Krieg überstand Freiham einigermaßen glimpflich. Bis auf den Diebstahl einiger sakraler Geräte aus der Kirche und von vier Pferden aus dem Gutshaus durch schwedische Marodeure 1633 entstanden offenkundig keine größeren Schäden.
In der zweiten Hälfte des 17. Jahrhunderts ging der Besitz Freihams von der Familie Lindauer an den bayerischen Kurfürsten Ferdinand Maria über. Dieser schenkte die Schwaige 1675 seinem Günstling Anton von Berchem, „und seinen Erben und Nachkommen, […] auf ewig zugeeignet“. Zugleich wurde von Berchem für Freiham die Niedere Gerichtsbarkeit verliehen. Bereits 1678 wurde die Schwaige „auf kurfürstliche Bitte“ an den Kammermusiker Achilles Bauer, geadelt zu „von Hermannsreith“, übergeben. Dieser ließ im Südosten der Anlage, auf dem bisher unbebauten „Angerl“ das neue Schloss erbauen, das auch den Kern des heutigen Baus bildet.
Achilles von Hermannsreith starb bereits 1688 und wurde in der Freihamer Kirche begraben. Seine noch minderjährige Tochter trat 1692 in das Ridlerkloster, gelegen im Bereich des heutigen Max-Joseph-Platzes, ein, das damit auch in den Besitz der Schwaige Freiham kam. 1760 musste der Konvent jedoch Freiham aufgeben und für 15.000 Gulden an den kurbayerischen Hofkanzler Wiguläus Xaverius Aloysius Freiherr von Kreittmayr veräußern. Kreittmayr ließ die Kirche erweitern und neu ausstatten und verkaufte seinerseits das Gut 1771 an seinen Berufsgenossen, Hofkammerrat Franz Anton von Spitzel.

### Hauptsitz der Grafen von Yrsch (1785–1887)

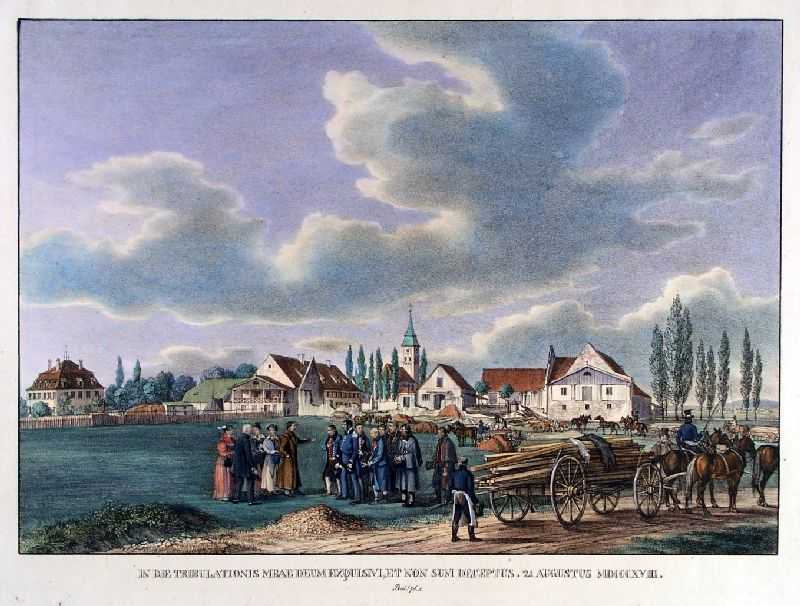
Gut Freiham nach dem Brand von 1818, Lithographie von Gustav Kraus, 1835

1785 erwarb Johann Nepomuk von Yrsch (1736–1811) die Anlage für 25.000 Gulden, zunächst im Auftrag des bairischen Kurfürsten Karl Theodor zur Nutzung als Schafzuchtstelle für die Domäne Schleißheim. Nachdem dem Kurfürsten allerdings zugetragen wurde, dass der Kaufpreis für Freiham deutlich zu hoch angesetzt worden war, musste von Yrsch selbst als Käufer eintreten. Unter Nepomuk von Yrsch, der 1792 in den Reichsgrafenstand erhoben wurde, erfolgte eine umfassende Erweiterung und Neugestaltung des Gutes.
Johann Nepomuks zweiter Sohn Friedrich Graf von Yrsch (1767–1844) erbte das Anwesen und vergrößerte den dortigen Besitz auf rund 800 Hektar. Er zählte zu den Mitbegründern des landwirtschaftlichen Vereins in Bayern. Vier Generationen derer von Yrsch verblieben bis 1887 auf dem Gut, sie bekamen auch die niedere Gerichtsbarkeit zugesprochen. Unter ihnen wurden große Teile des ehemaligen Weidelandes für den Ackerbau umgewidmet. Auch die Wirtschaftsgebäude des Guts wurden entsprechend angepasst. 1818 wurde Freiham Teil der neu errichteten Gemeinde Aubing (siehe Geschichte Aubings), die ehemalige Hofmark blieb jedoch noch bis 1848 ein Patrimonialgericht unter Leitung der von Yrsch. Auf den kinderlosen Friedrich von Yrsch folgte sein Neffe Johann Nepomuk Eduard, der das Gut Freiham 1841 als Familienfideikommiss (unteilbarer unverkäuflicher Familienbesitz) übernahm. 1862 übernahm sein Sohn, Carl Theodor von Yrsch (1832–1899), das Gut. Er ließ das Schlossgebäude 1865/66 im neugotischen Stil umbauen, wodurch es sein heutiges Aussehen erhielt. Carl Theodor von Yrsch geriet in den Folgejahren zunehmend in wirtschaftliche Schwierigkeiten. Da er und seine Brüder kinderlos blieben, genehmigte die jüngere Linie der Familie die Veräußerung des Fidelkomiss. 1886/7 erwarb der Großindustrielle Reichsrat Hugo von Maffei Freiham zusammen mit den beiden vorgelagerten Gütern Streiflach und Moosschweige für 460.000 Mark.

### Von den Maffeis zur Gegenwart (ab 1887)
1887 verkaufte Carl Theodor das Gut für den Kaufpreis von 460.000 Reichsmark an Reichsrat Hugo von Maffei (1836–1921). Die von Maffeis unternahmen eine vollständige Modernisierung des Gutshofes mit Umbau der vorhandenen Gebäude und zahlreichen Neubauten, etwa einer Schnapsbrennerei im Westen des großen Ökonomiehofes. Unter den Maffeis wurde auch der Gasthof im ehemaligen Gutshaus eingerichtet. Die weitläufigen Liegenschaften wurden zum Anbau von Futtermitteln und Kartoffeln genutzt.
1901 verkaufte Hugo von Maffei einen Teil der im Osten des Guts gelegenen Ländereien an die Königlich Bayerischen Staatseisenbahnen, damit diese darauf die Centralwerkstätte Aubing errichten konnten. 1903 wurde die nördlich am Gutshof vorbeiführende Bahnstrecke Pasing–Herrsching mit dem Bahnhof Freiham eröffnet. Hugos Sohn Rudolf baute das Hauptgut, die Landwirtschaft und Vorgüter (Moosschwaige im Nordwesten und Streiflach im Südwesten) weiter aus. 1924 ließ er das Innere des Schlosses repräsentativ umbauen.
1942 wurde Aubing mit Freiham und der Moosschwaige, aber ohne Streiflach nach München eingemeindet. 1966 wurde ein Teil der Ländereien östlich des Gutshofs an die Stadt München zur Errichtung einer Neubausiedlung verkauft, aber erst 2006 wurde dort mit dem Bau der Siedlung Freiham begonnen.
2008 wurde der historische Gutshof veräußert. Das Schlossgebäude wurde von der US-amerikanischen Gesellschaft Forever Living Products erworben. Rex Maughan, der Gründer von Forever Living Products, ließ das Schloss 2009/10 aufwändig sanieren, um es als Deutschland-Zentrale für das Unternehmen zu nutzen.
Der eigentliche Gutshof mit der Heilig-Kreuz-Kirche, dem ehemaligen Gasthaus und zahlreichen Wirtschaftsbauten wurde in den Folgejahren über verschiedene Immobiliengesellschaften weiterveräußert und wurde im November 2014 von der Edith-Haberland-Wagner Stiftung erworben, die, gemäß der Stiftungssatzung, das denkmalgeschützte Gut schrittweise instand setzt und revitalisiert. Als erster Schritt erfolgte die Sicherung und Restaurierung der Kirche, die im Winter 2016 abgeschlossen werden konnte. Im zweiten Schritt werden Pferdestall und dessen Kopfbau 2017/18 generalsaniert und sollen danach wieder ursprünglich genutzt werden. Ab Herbst 2017 wird nordöstlich ein Getreidelager für die Augustiner-Brauerei, als Neubau abgestimmt auf Altbauten des Gutes, errichtet. Im Juni 2018 stellten die Eigentümer einen konkretisierten Plan vor, wonach die Renovierung des Ensembles 2023 abgeschlossen sein soll. 2021 hat die Edith-Haberland-Wagner-Stiftung, auch das Schloss erworben und ist nun Eigentümerin des gesamten Gutes.

## Ensemble

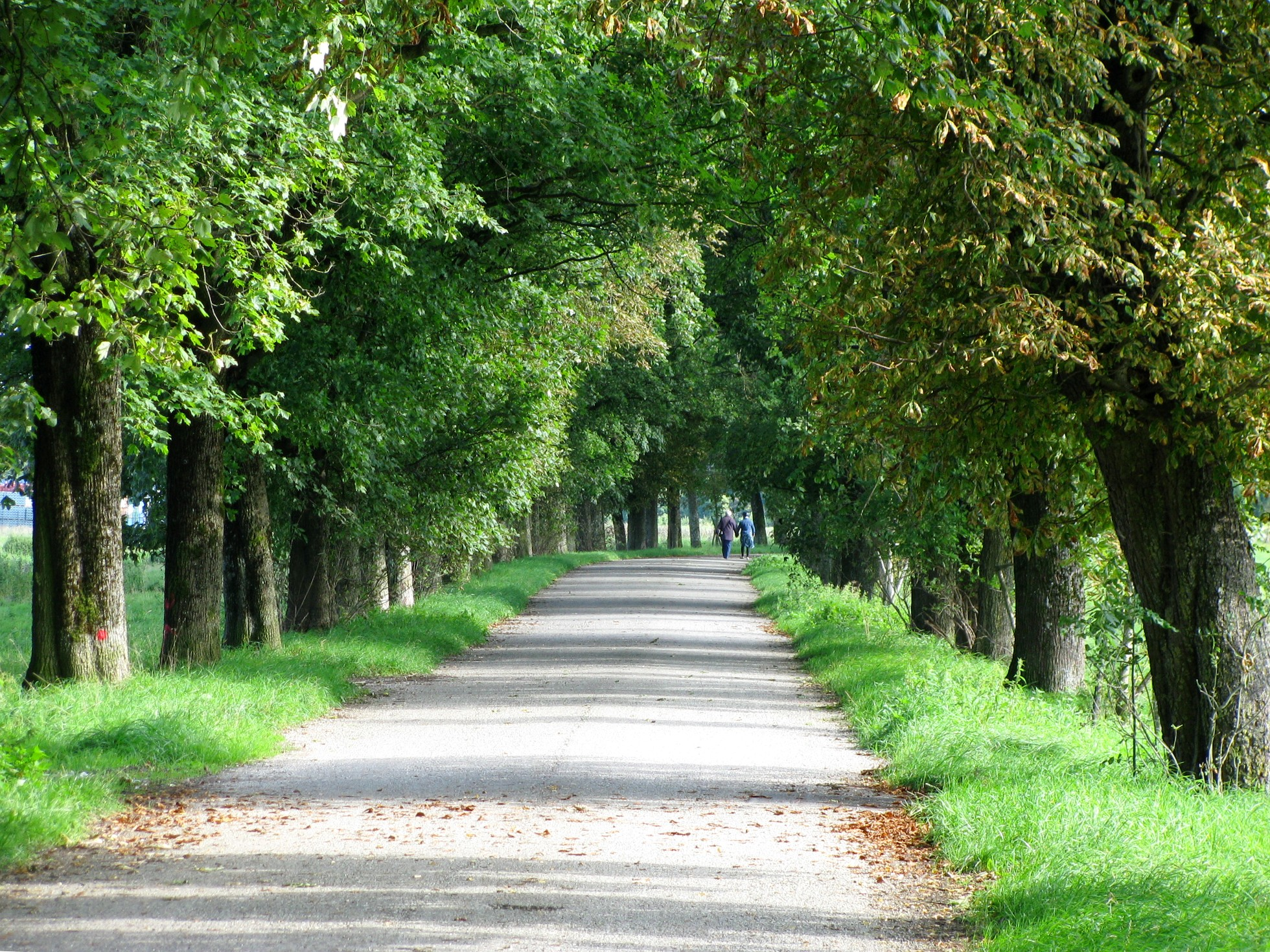
Freihamer Allee

Die Freihamer Allee durchquert das Ensemble etwa mittig und mündet nördlich von Gut Freiham in die Bodenseestraße, die historische Landstraße von München nach Landsberg. Das Gut gliedert sich in den weitläufigen großen Ökonomiehof im Norden und einen kleineren Wirtschaftshof im Süden; zwischen beiden Höfen liegt der alte „Ortskern“ mit der Heilig-Kreuz-Kirche westlich der Durchfahrtsstraße und dem alten Gutshaus, dem „Gasthof“ im Osten. Das Schloss Freiham liegt, etwas abseits vom Gut, im Südosten und ist von einem Park umgeben. Um den großen Ökonomiehof herum sind die wichtigsten ehemaligen Wirtschaftsbauten angeordnet, u. a. der Kuhstall, der Stadel, der Ochsenstall, die Schnapsbrennerei und der Pferdestall. Südlich des Gutes ist die Freihamer Alle mit ihrem alten Bestand an Kastanien als Biotop erfasst.
Einzeln als Baudenkmal geschützt sind das Schloss, die Kirche Heilig Kreuz, die Schlosswirtschaft sowie der ehemalige Kuhstall und der ehemalige Pferdestall.

## Einzelgebäude

### Schloss

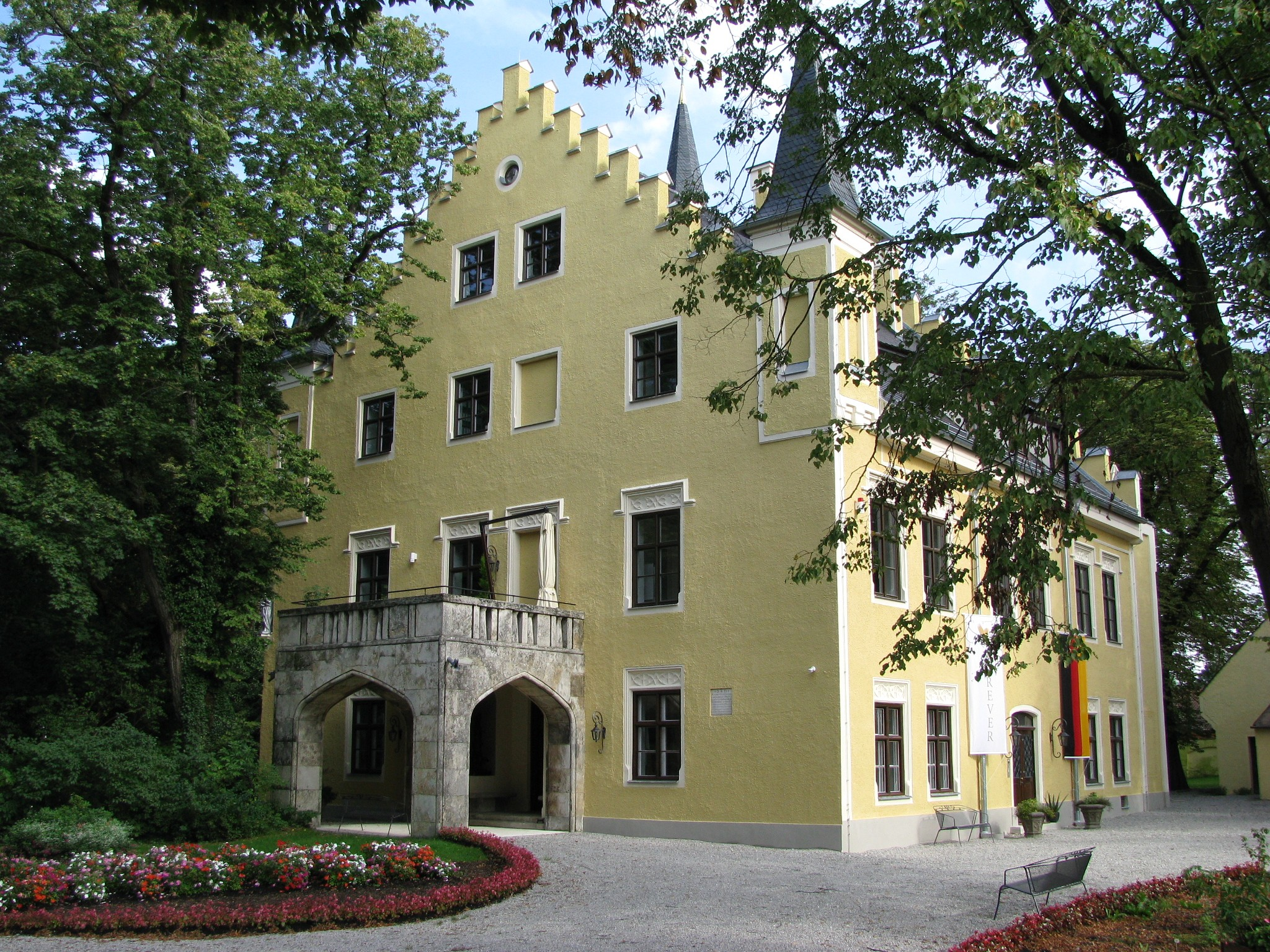
Nord- und Westseite von Schloss Freiham

Das Schloss Freiham (Freihamer Allee 31) wurde, gemäß einer Inschrift, um 1680 von dem kurfürstlichen Kammermusiker Achilles von Hermersreith erbaut, dem Kurfürst Ferdinand Maria das Gut geschenkt hatte. Die heutige Gestaltung des Schlosses geht im Wesentlichen auf einen neugotischen Umbau von 1865/66 unter Carl Theodor von Yrsch zurück. Es handelt sich bei dem Bau um ein zweistöckiges Gebäude mit einem steilen Satteldach. Die Nord- und Südfassade haben Treppengiebel, die Nordfassade zusätzlich Ecktürmchen. An der Südostecke steht ein achteckiger Treppenturm, vor dem Eingang an der Nordseite liegt ein Vorbau mit Balkon. Die Gartenfassade im Osten des Hauses ist dreigeschossig und hat einen Mittelrisalit mit Treppengiebel. Zu dem Baudenkmal gehört auch der das Schloss umgebende Park, der teils von einem Zaun und teils von einer Gartenmauer umgeben ist. Der ursprüngliche Barockbau besaß ein hohes Mansarddach; die heutige, reich gestaltete „Dachlandschaft“ ist Ergebnis des Umbaus von 1865. Unter der Familie von Maffei kam es in der Folge ab 1887 vor allem zu deutlich veränderten Innenraumgestaltungen.

### Heilig-Kreuz-Kirche

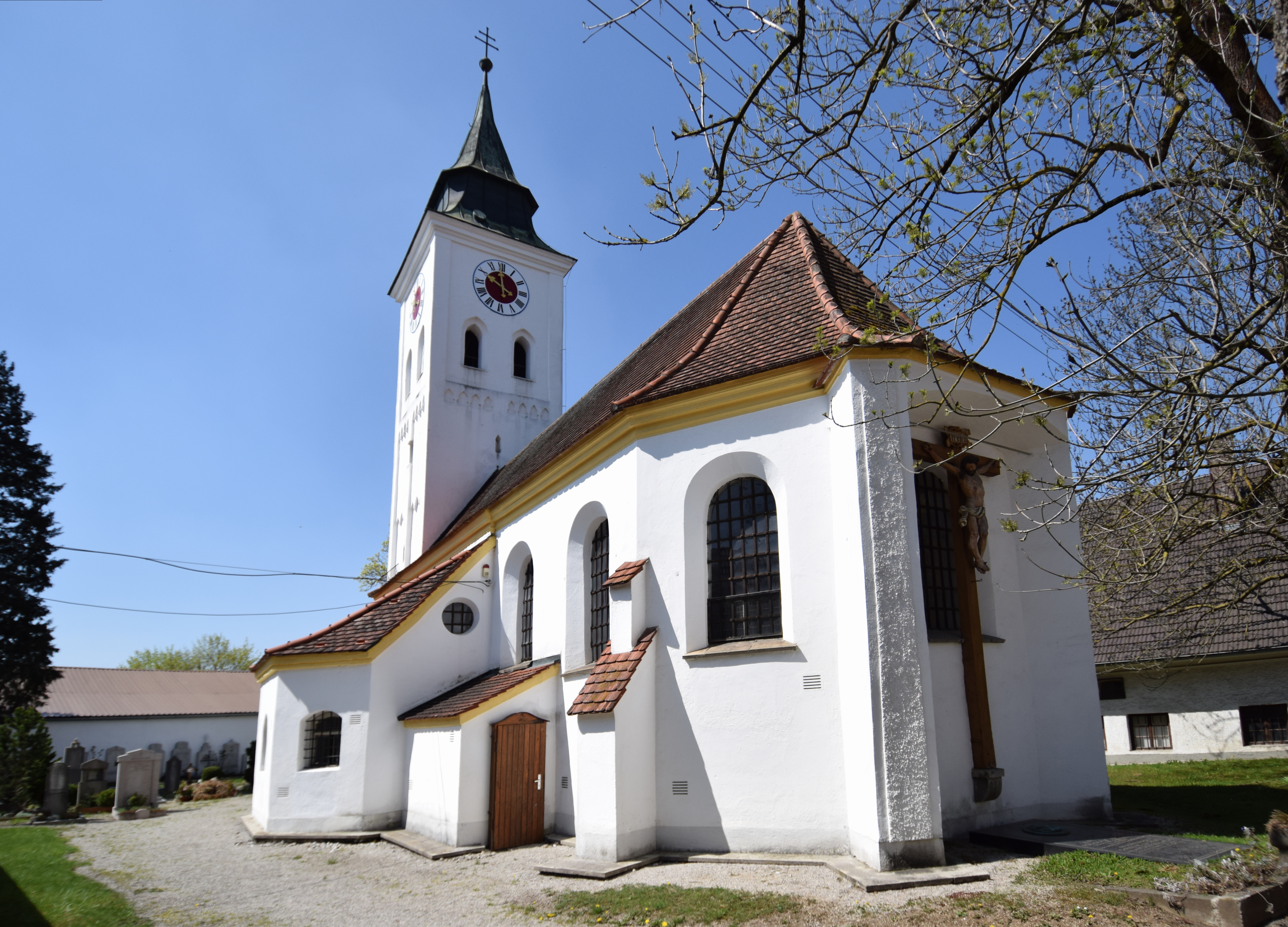
Heilig-Kreuz-Kirche

Die Kirche Heilig Kreuz (Freihamer Allee 24) ist von einem rechteckigen, ummauerten Friedhof umgeben. Der Zugang erfolgt über ein Tor im Osten, von der Freihamer Allee aus.
Die Freihamer Kirche wurde erstmals 1315 urkundlich erwähnt. Der heutige einschiffige Bau mit markantem Westturm geht in wesentlichen Teilen auf die erste Hälfte des 15. Jahrhunderts zurück. Die ursprüngliche Ausstattung ist nicht erhalten. Ein erster Umbau fand um 1620 im Stil des Frühbarock statt und gab dem Langhaus sein heutiges Aussehen mit Rundbogenfenstern und einem stuckierten Holzlattengewölbe. Die heutige Erscheinung wird wesentlich von der Umgestaltung des Rokoko, in der zweiten Hälfte des 18. Jahrhunderts geprägt. Aus dieser Zeit stammen wesentliche Teile der Ausstattung, so etwa der Hochaltar, die Seitenaltäre und die Kanzel. Auch die Apostelfiguren auf Konsolen an der Südwand stammen aus dem späten 18. Jahrhundert. Das Datum 1781 ist im Chorbogen vermerkt. Auch die Aufstockung des Turmes um das Glockengeschoss und den Spitzhelm erfolgte in dieser Phase. Die Heilig-Kreuz-Kirche wurde 2016 im Auftrag der Edith-Haberland-Wagner Stiftung denkmalgerecht instand gesetzt. Dabei wurden auch eine Glocke neu gegossen und neue Uhrenblätter angebracht. Die wiederhergestellte Farbfassung des Turmes mit einer ockerfarbenen Gliederung und weißen Flächen geht auf den Zustand um 1800 zurück. Des Weiteren befindet sich auf der Empore eine pneumatische Siemann-Orgel mit sechs Registern aus dem Jahr 1913.
Die frühbarocken Seitenaltarretabel befinden sich heute in der katholischen Kuratiekirche St. Ulrich in Wangen, einem Stadtteil von Starnberg.

### Schlosswirtschaft – ehemaliger Gutshof

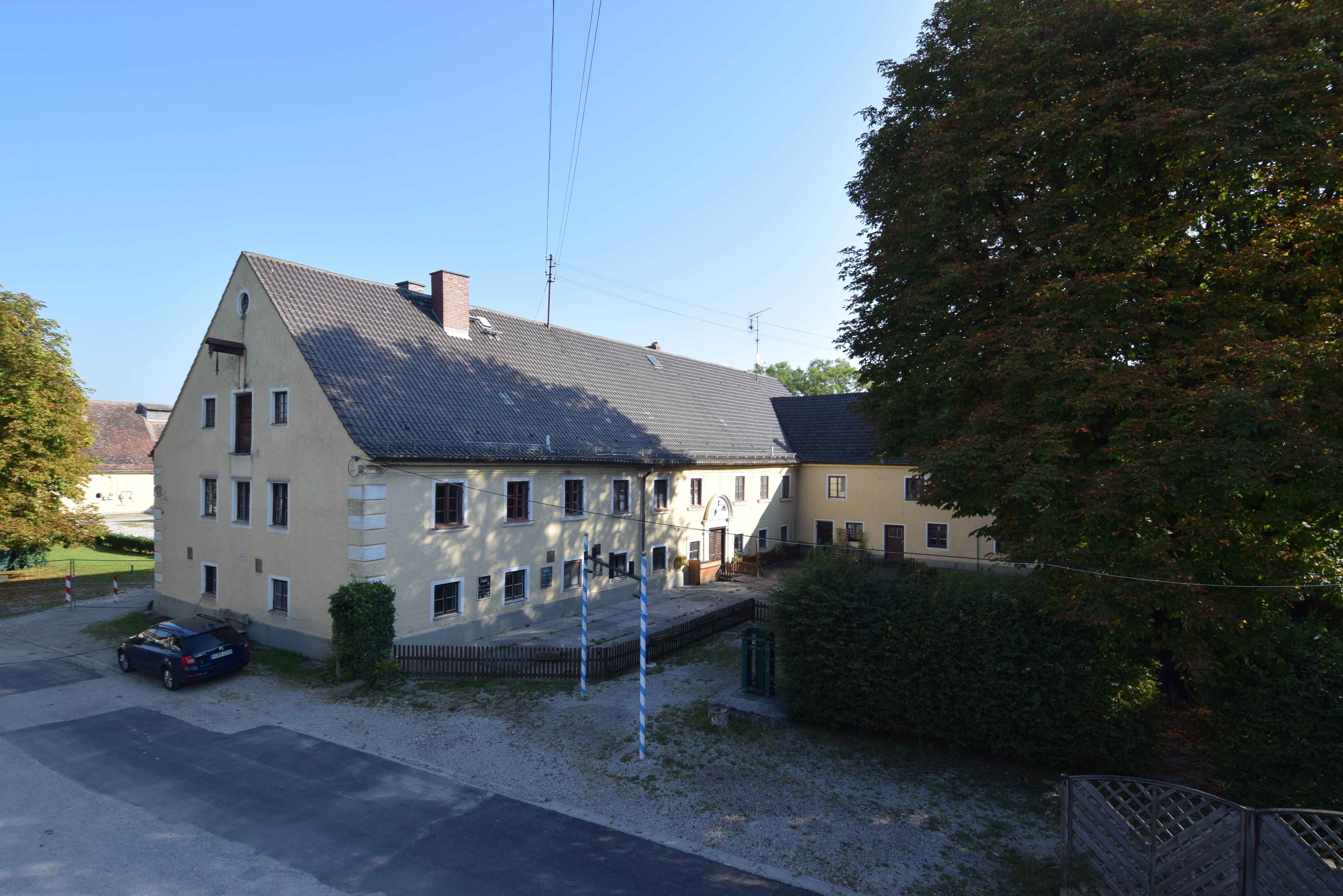
Ehemaliges Gutshaus (Schlosswirtschaft)

Bei dem – nach der letzten Nutzung bezeichneten – „Gasthof“ (Freihamer Allee 21/23) handelt es sich um das alte Herrenhaus des Gutes, das seine Funktion erst mit dem Neubau des Schlosses 1680 verlor. Der zweistöckige, in Ost-West-Richtung orientierte Bau verfügt über zwei Vollgeschosse, Gewölbekeller und ein großes, historisches Satteldach. Der Bau geht im Kern bis in das 16. Jahrhundert zurück und wurde mehrfach erweitert. Die heutige Dachkonstruktion und Teile der Innenausstattung entstammen dem frühen 19. Jahrhundert. Mitte des 19. Jahrhunderts wurde im Südosten ein Anbau angefügt. Den Eingang auf der Südseite bildet ein frühbarockes, aufwändiges Portal. Beide Gebäudeflügel fassen einen Hof ein, der zuletzt als Biergarten genutzt wurde.

### Kuhstall und Stadel

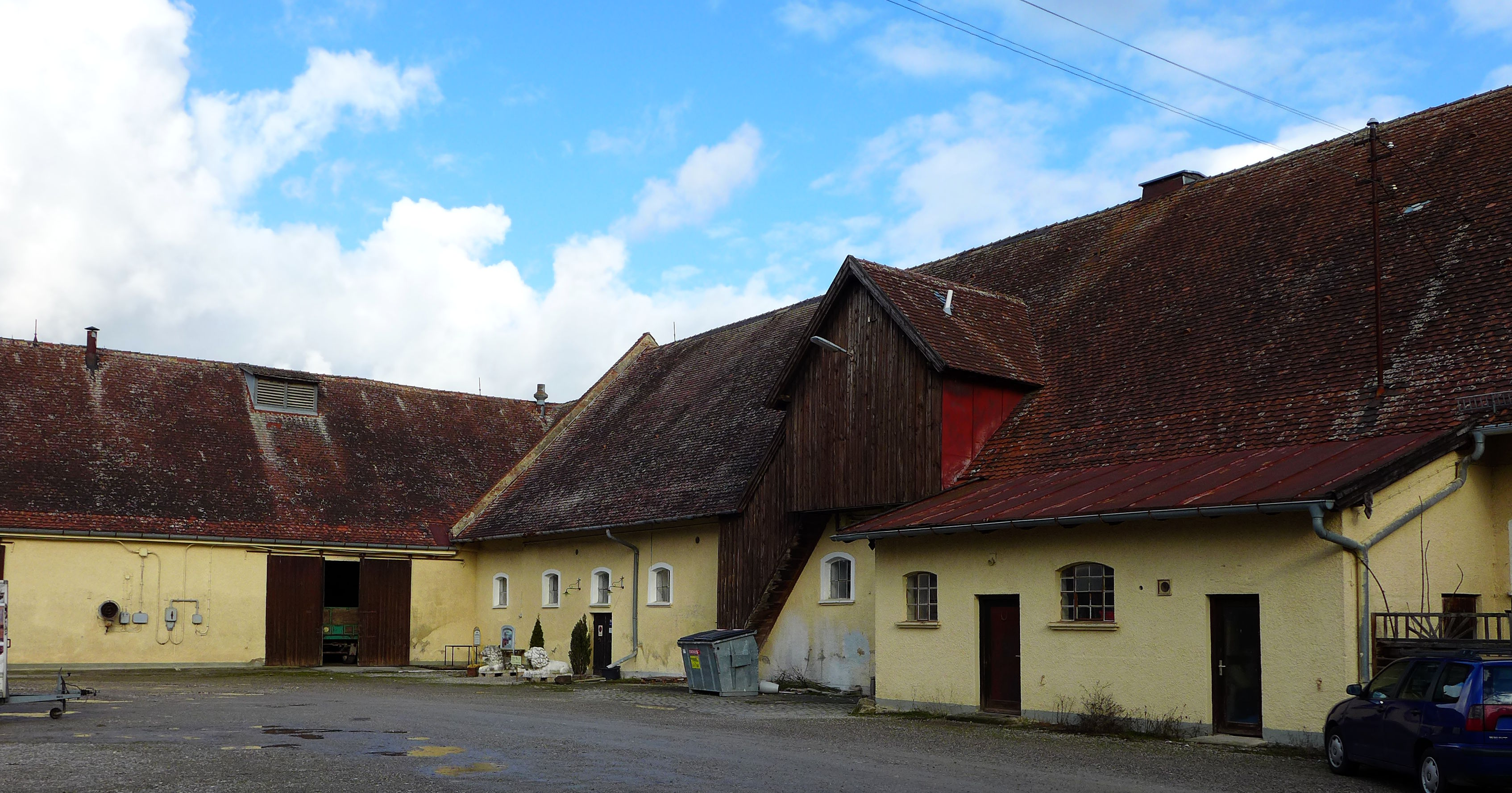
Kuhstall

Der große, zweiflügelige Wirtschaftsbau im Osten des großen Ökonomiehofes teilt sich in den Stadel im Norden und den Kuhstall im Osten. Beide Flügel sind eingeschossig, mit großen Satteldächern. Der Bau geht bis in das 18. Jahrhundert zurück. 1818 brannte der Ostflügel (Kuhstall) ab und wurde dann wieder aufgebaut. Auch 1913 wurde der Kuhstall durch einen Brand beschädigt. Im Kuhstall besteht eine dreischiffige, mit böhmischen Kappen über Rundpfeilern gewölbte Halle.

### Ochsenstall

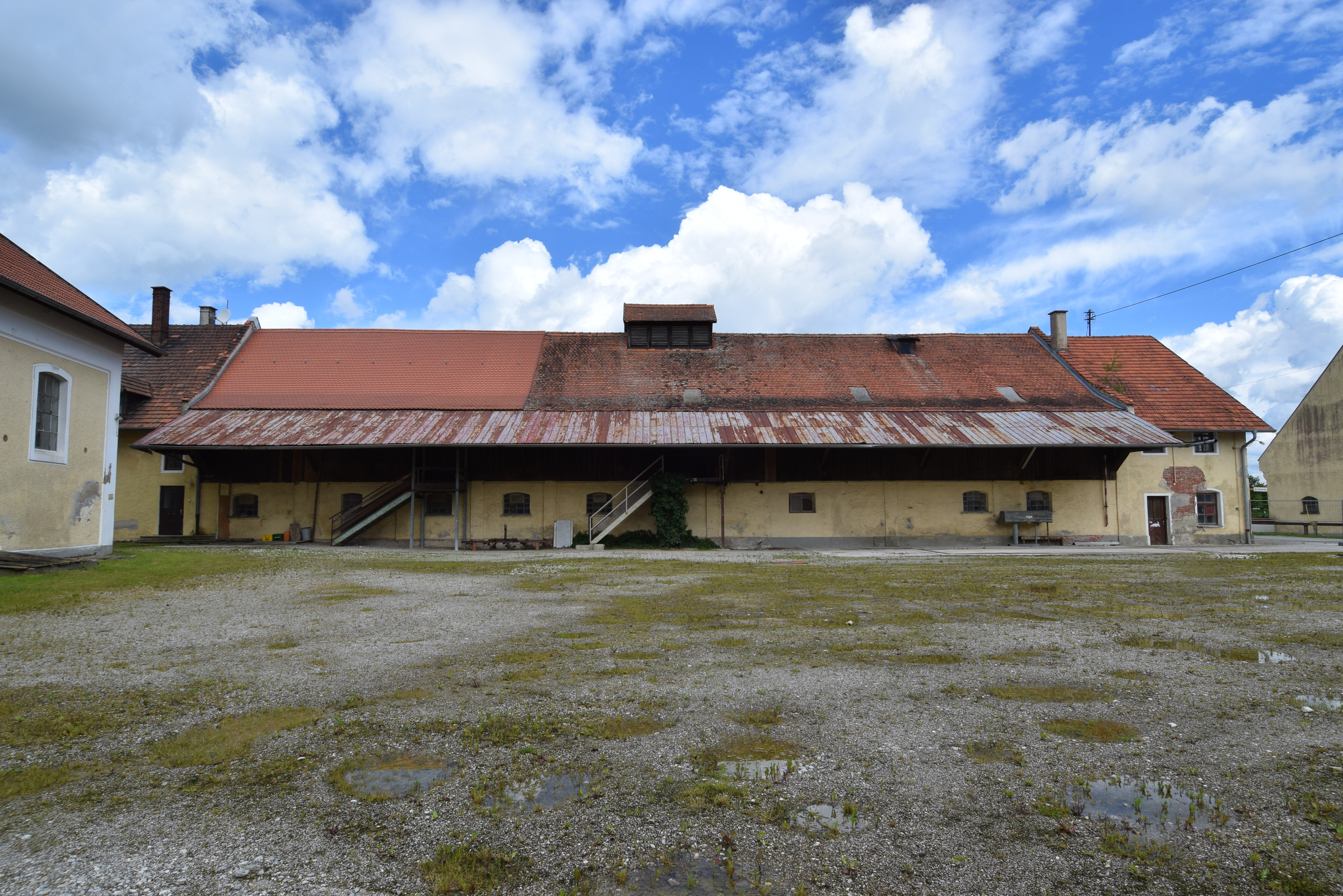
Ehemaliger Ochsenstall

Der frühere „Ochsenstall“ (Freihamer Allee 20) schließt den großen Ökonomiehof im Nordosten ab. Bei dem Bauwerk handelt es sich in den ältesten Partien um den um 1800 unter den Grafen von Yrsch errichteten Schafstall des Gutes. Zunächst war auch dieses Gebäude zweiflügeligen, der Westflügel wurde jedoch um 1890 für den Bau der Schnapsbrennerei abgetragen. Der verbleibende Flügel erfuhr mehrere Umbauten und wurde schließlich um ein nutzbares Dachgeschoss aufgestockt. Am westlichen und am östlichen Ende sind zweigeschossige Kopfbauten mit Neben- und Verwaltungsräumen angesetzt.

### Brennerei

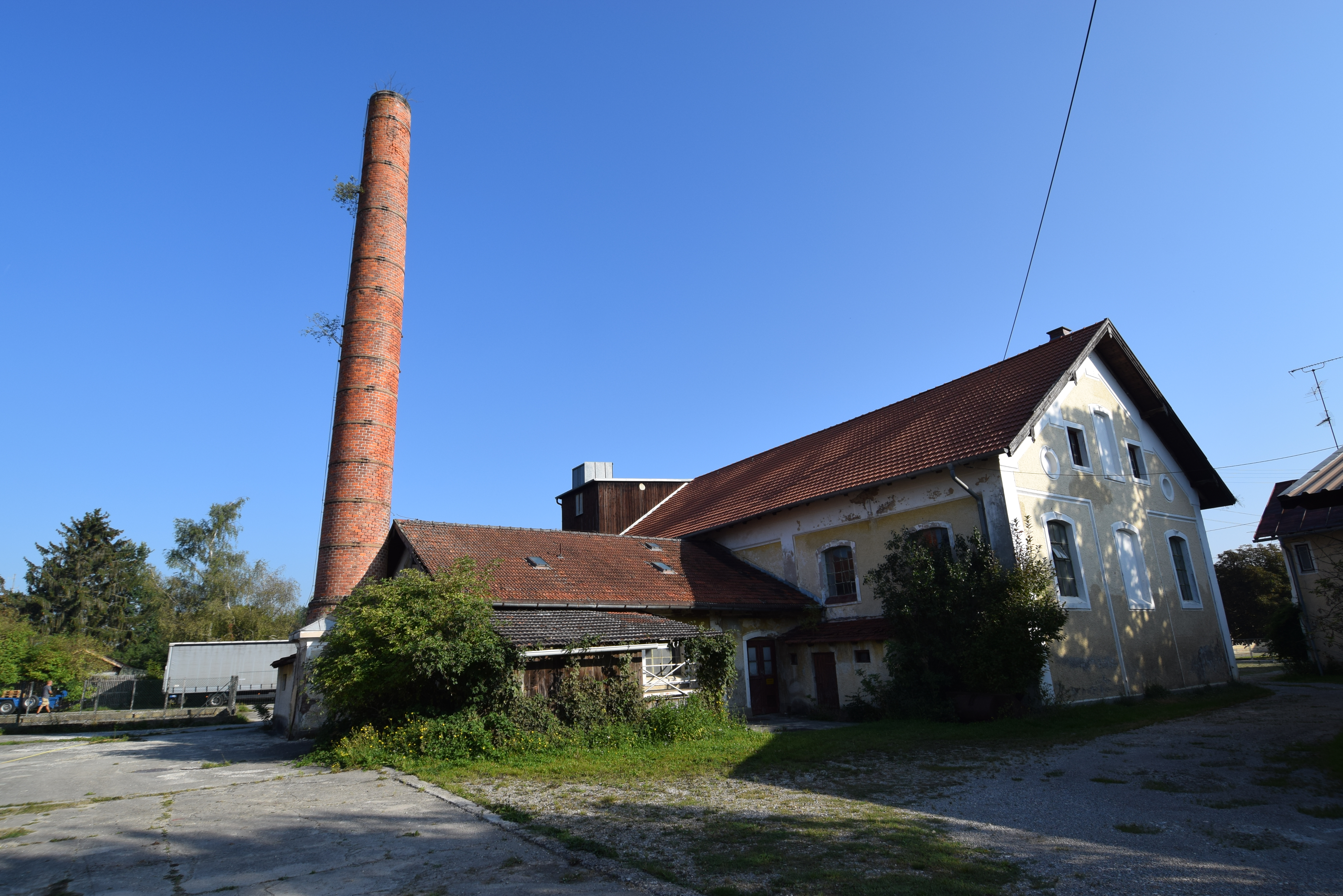
Ehemalige Schnapsbrennerei

Die Brennerei im Westen des großen Ökonomiehofes ersetzte ab 1890 den Westflügel des Schafstalles. Der Bau wurde unter Baron Hugo von Maffei zur Erzeugung von Branntwein aus Kartoffeln erbaut.

### Pferdestall

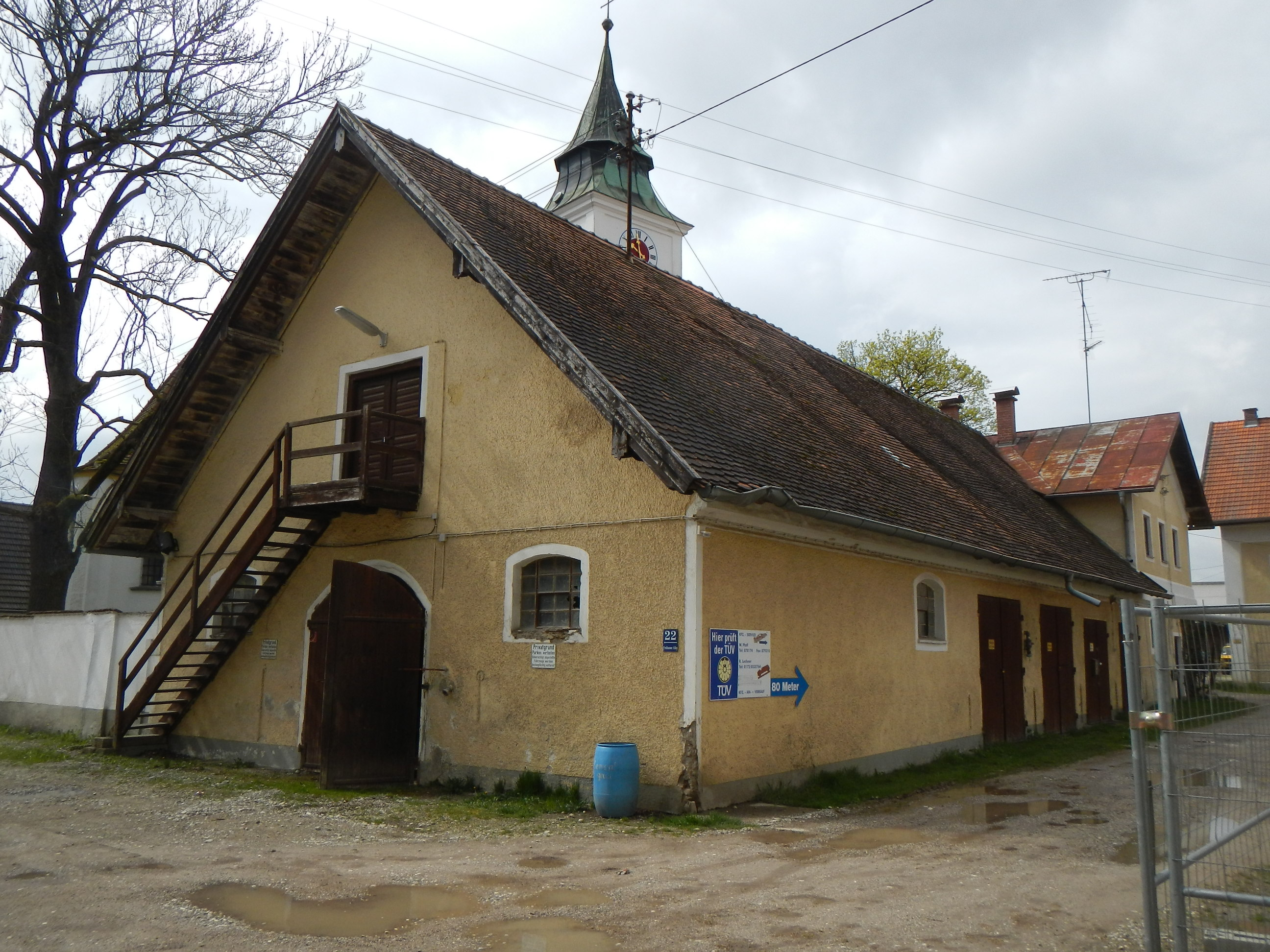
Ehemaliger Pferdestall

Der ehemalige Pferdestall (Freihamer Allee 22) begrenzt den Kirchhof von Freiham im Norden und bildet zugleich den südwestlichen Abschluss des Ökonomiehofes Es handelt sich um einen eingeschossigen Bau mit einem hohen Satteldach aus dem letzten Jahrzehnt des 18. Jahrhunderts. Im Inneren besteht eine dreischiffige, auf Pfeilern gewölbte Halle, die böhmischen Kappen tragen eine schlichte Stuckdekoration. Im Westen schließt ein Kopfbau an, der im Obergeschoss eine Wohnung aufnimmt. Ursprünglich lief der Stallbau weiter nach Westen fort; das westliche Ende wurde jedoch für den Bau der großen Schnapsbrennerei um 1890 abgetragen.

### Schmiede

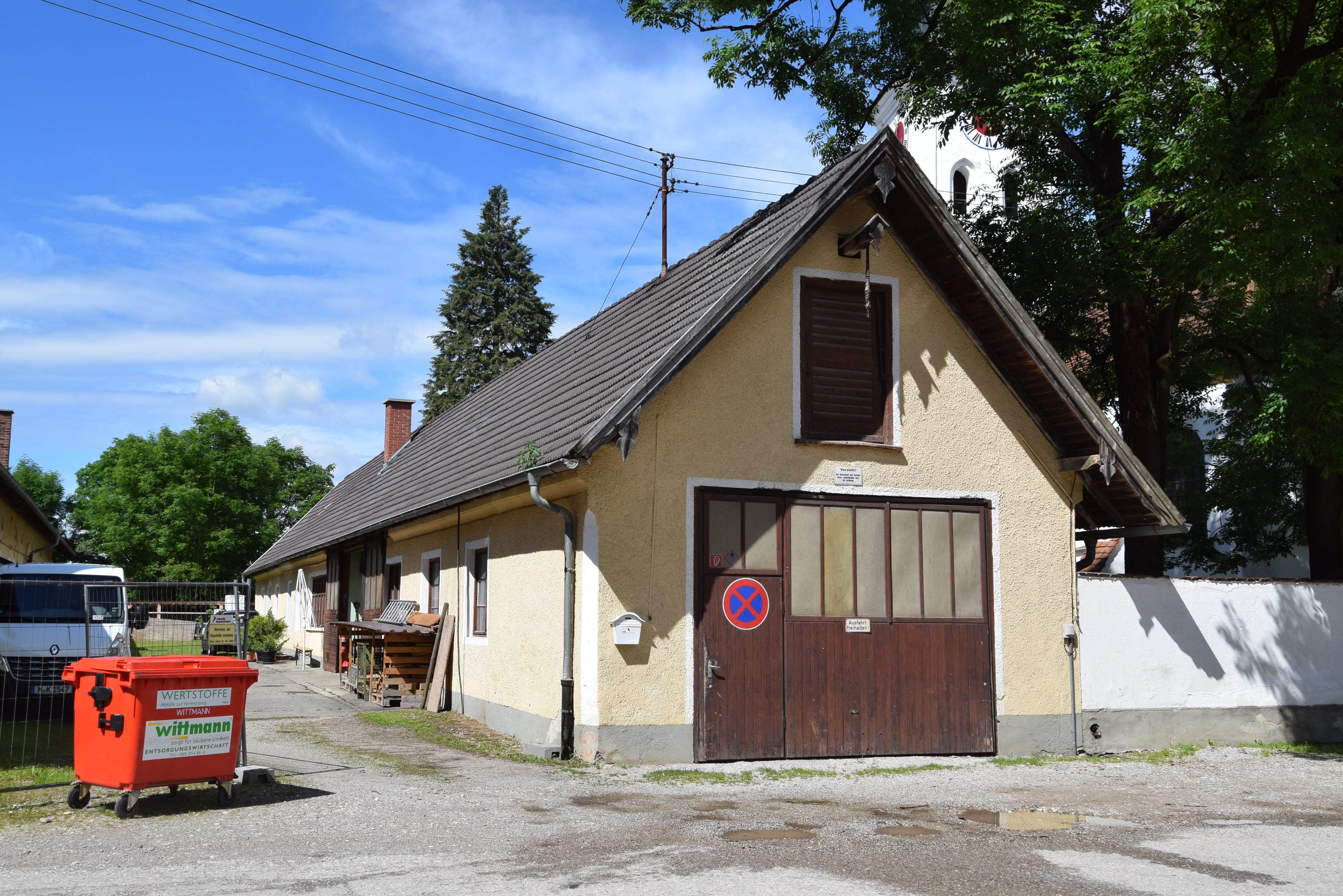
Schmiede

Die sogenannte Schmiede begrenzt den Kirchhof im Süden. Es handelt sich um einen eingeschossigen, langgestreckten Satteldachbau, der ehemals verschiedenen Wirtschaftseinheiten, darunter auch die namensgebende Schmiede des Gutes, aufnahm. Der Bau entstand in zwei Abschnitten im späten 18. Jahrhundert; das historische Dachwerk ist ebenso erhalten wie einzelne, sparsam stuckierte Gewölbe im Inneren.

### Gebäude am südlichen Wirtschaftshof

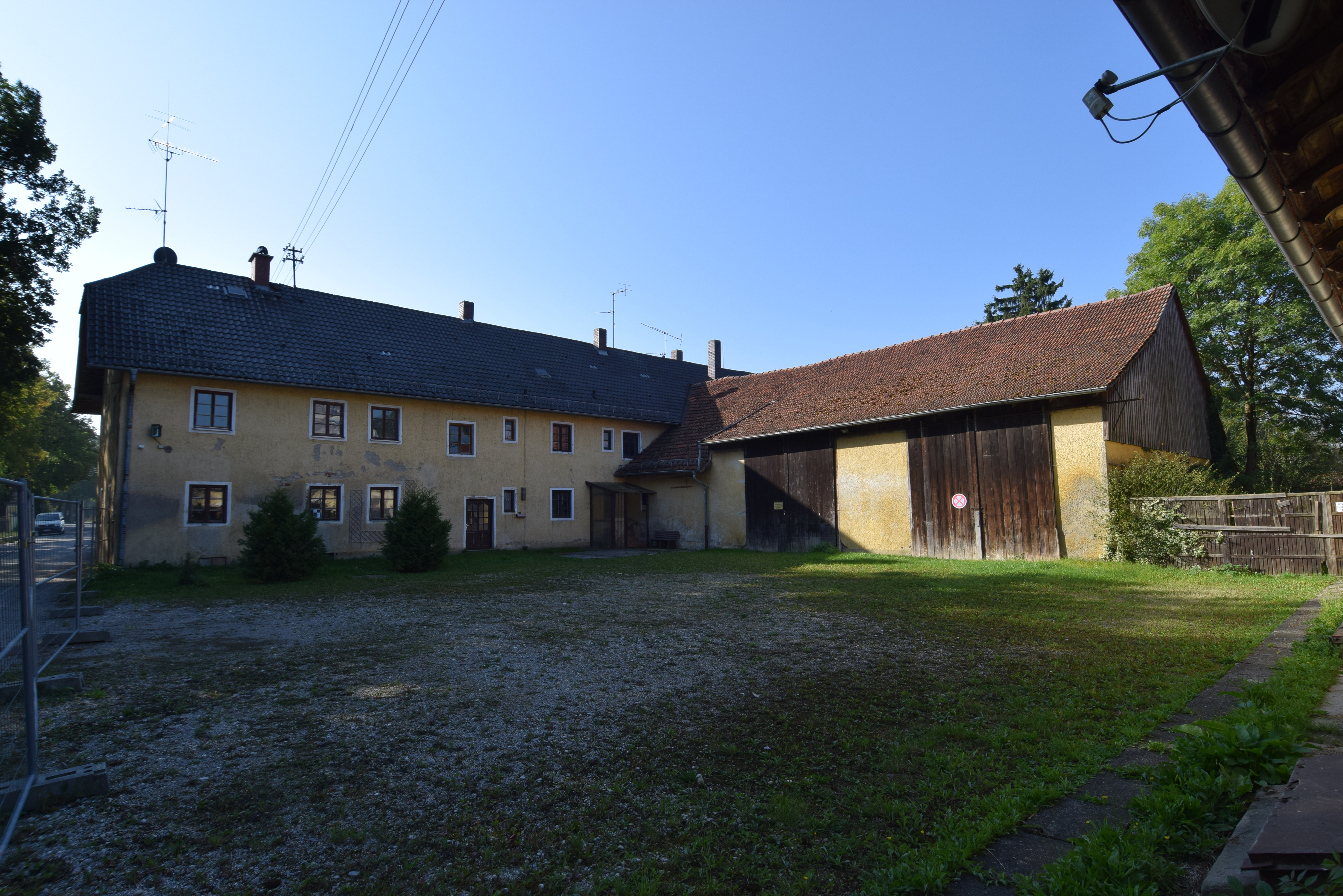
Südlicher Wirtschaftshof mit Gärtnerhaus und Stadel

Der südliche Wirtschaftshof wird im Norden von den ehemaligen Arbeiterunterkünften (Freihamer Allee 26) eingefasst. Es handelt sich dabei um einen parallel zur Schmiede orientierten, langgestreckten Satteldachbau, der auf ganzer Länge unterkellert ist. Im Erdgeschoss waren ehemals zahlreiche kleine Wohneinheiten untergebracht. Der Bau wurde 1890 unter Baron Hugo von Maffei für die Arbeiter auf dem Gut errichtet und ersetzt mehrere kleine Vorgängerbauten, etwa den Schweinestall und das Schlachthaus. Für den Bau der Arbeiterunterkünfte wurde die nördliche Partie des benachbarten Stadels niedergelegt.
Der Stadel begrenzt den südlichen Wirtschaftshof an der Westseite. Der heutige Bau entstand 1863, noch unter den Grafen von Yrsch, an der Stelle älterer Vorgängerbauten. Es handelt sich im Inneren um eine verhältnismäßig aufwändige Zimmermannskonstruktion. Die nördliche Hälfte des Stadels wurde beim Neubau der Arbeiterunterkünfte abgebrochen.
Im Süden wird der Wirtschaftshof von einem zweigeschossigen Wohnhaus (Freihamer Allee 28), dem ehemaligen Gärtnerhaus, abgeschlossen. Der heutige Bau entstand unter Verwendung älterer Mauerzüge 1923 und ist damit eines der jüngsten Bauwerke auf dem Gelände von Gut Freiham.